# Head
head — утиліта в UNIX і UNIX-подібних системах, що виводить перші n рядків з файлу, за умовчанням n дорівнює 10:
```
head /var/log/messages
```

Змінити кількість рядків, що виводяться, можна вказавши ключ -n <кількість рядків>:
```
head -n 20 /var/log/messages
```

або -<кількість рядків>:
```
head -20 /var/log/messages
```

Часто використовується як елемент конвейєра обробки тексту різними утилітами, щоб обмежити виведення інформації:
```
df | head -n 2 | tail -n 1 | column -t | cut -d" " -f1
```

## Дивись також
- tail